# Вяхи, Тийт
Тийт Вяхи (эст. Tiit Vähi; род. 10 января 1947, Валга, Эстонская ССР, СССР) — эстонский государственный деятель, премьер-министр Эстонии в 1992 и 1995—1997 годах от Коалиционной партии Эстонии.

## Биография
Тийт Вяхи родился 10 января 1947 года в городе Валга Эстонской ССР, окончил Таллинский технический университет.
Был одним из организаторов Народного Фронта Эстонии, в 1989 году стал министром транспорта и связи Эстонской ССР (с 8 мая 1990 — Эстонской Республики), этот пост он занимал до 1992 года.
В 1992 году он возглавил правительство. Во время его правления была введена новая валюта — эстонская крона и началась обширная приватизация государственной собственности.
В выборах в Рийгикогу 1992 года он не участвовал. В 1993 году стал председателем Коалиционной партии. На выборах в Рийгикогу 1995 коалиция Коалиционной партии Эстонии и Народного союза Эстонии одержала победу и он до стал премьер-министром. 25 февраля 1997 года подал в отставку из-за разногласий с членами своей же партии. 27 февраля 1997 года премьер-министром стал Март Сийманн.
Tийт Вяхи — создатель крупнейшего на северо-востоке Эстонии (регион Ида-Вирумаа) концерна SilMet Grupp, объединяющего предприятия нескольких отраслей, инициатор создания самого восточного морского порта Европейского союза, в 20 км от российской границы, — Силламяэского (Silport).